# Pristurus
Pristurus, es un género de gecos de la familia Sphaerodactylidae. Son gecos diurnos y terrestres. Se encuentra en África y el Oriente Medio, los países ribereños del Mar Rojo (Somalia, Yemen, Egipto, Omán ...).
Son reptiles que soportan grandes variaciones de temperatura, y se encuentran desde el nivel del mar hasta los 2000 metros (en las montañas del norte de Omán, para las especies P. gasperetti y P. celerrimus).

## Especies
Se reconocen las siguientes según The Reptile Database:
- Pristurus abdelkuri Arnold, 1986
- Pristurus adrarensis Geniez & Arnold, 2006
- Pristurus carteri (Gray, 1863)
- Pristurus celerrimus Arnold, 1977
- Pristurus collaris (Steindachner, 1867)
- Pristurus crucifer (Valenciennes, 1861)
- Pristurus flavipunctatus Rüppell, 1835
- Pristurus gallagheri Arnold, 1986
- Pristurus guichardi Arnold, 1986
- Pristurus insignis Blanford, 1881
- Pristurus insignoides Arnold, 1986
- Pristurus longipes Peters, 1871
- Pristurus mazbah Al-Safadi, 1989
- Pristurus minimus Arnold, 1977
- Pristurus obsti Rösler & Wranik, 1999
- Pristurus ornithocephalus Arnold, 1986
- Pristurus phillipsii Boulenger, 1895
- Pristurus popovi Arnold, 1982
- Pristurus rupestris Blanford, 1874
- Pristurus saada Arnold, 1986
- Pristurus samhaensis Rösler & Wranik, 1999
- Pristurus schneideri Rösler, Köhler & Böhme, 2008
- Pristurus simonettai (Lanza & Sassi, 1968)
- Pristurus sokotranus Parker, 1938
- Pristurus somalicus Parker, 1932